# Марочкин, Сергей Юрьевич
Сергей Юрьевич Марочкин (род. 1956) — советский учёный, профессор, доктор юридических наук, заслуженный юрист РФ (2007), лауреат премии имени Ф. Ф. Мартенса Российской академии наук (2013).

## Биография
Родился 16 ноября 1956 года в г. Заозерном Красноярского края.
В 1979 году — окончил Иркутский государственный университет.
С 1981 по 1984 годы — учёба в очной аспирантуре Свердловского юридического института.
В 1984 году — защитил кандидатскую диссертацию на тему: «Эффективность норм международного права: понятие, критерий и условия».
В 1998 году — защитил докторскую диссертацию на тему: «Действие норм международного права в правовой системе Российской Федерации».
С 1979 по 1981 годы и с 1984 по 1987 годы — работал на юридическом факультете Иркутского государственного университета, а с 1987 года — в Тюменском государственном университете (ТюмГУ), где занимал должности доцента, заведующего кафедрой, декана юридического факультета ТюмГУ (1998—2000), директора Института дополнительного профессионального образования (2000—2013), директора Института государства и права (2013—2017). В настоящее время — заведующий Лабораторией международных и сравнительно-правовых исследований ТюмГУ.
В 1981 году принят в Советскую (ныне — Российскую) Ассоциацию международного права, с 1993 — член исполкома Ассоциации. Член Европейского общества международного права.
Член редколлегий и редсоветов научных юридических журналов, член диссертационных советов по защитам кандидатских и докторских диссертаций.

## Научная деятельность
Сфера научных интересов — проблема эффективности норм международного права, механизм их реализации, взаимодействие международного и внутригосударственного права, действие норм международного права в правовой системе Российской Федерации.
Автор более 150 научных публикаций по различным аспектам международного права в России и за рубежом, в том числе — монографии «Проблема эффективности норм международного права» (Иркутск, 1988); «Действие норм международного права в правовой системе Российской Федерации» (Тюмень, 1998); «Действие и реализация норм международного права в правовой системе Российской Федерации» (Москва 2011, 2017, 2018); ряд изданий учебников по международному праву (в сост. колл. авт.), международные коллективные монографии в издательствах Оксфордского университета, Кембриджского университета, Intersentia, BRILL (автор глав) .

## Награды
- Премия имени Ф. Ф. Мартенса Российской академии наук (2013) — за монографию «Действие и реализация норм международного права в правовой системе Российской Федерации» (М., 2011).
- Лауреат Всесоюзного конкурса (II место) молодых ученых-юристов Союза юристов СССР (1991) — за монографию «Проблема эффективности норм международного права» (Иркутск, 1988).
- почетное звание «Заслуженный юрист России» (присвоено указом Президента России, 2007).